# كيب فير

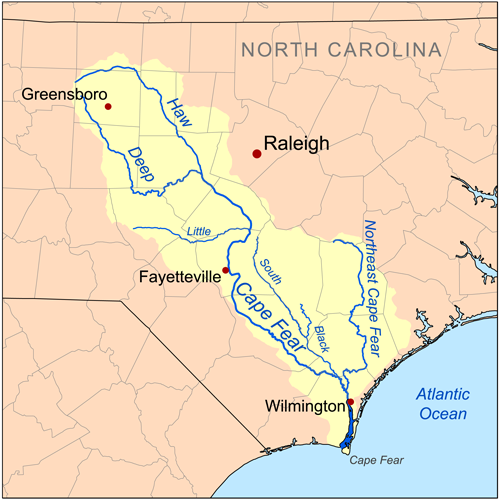
حوض نهر كيب فير

كيب فير (بالإنجليزية: Cape Fair)‏ هو نهر بطول 202 ميل (325 كم) في ولاية كارولينا الشمالية في الولايات المتحدة. وهو يصب في المحيط الأطلسي بالقرب من رأس كيب فير، والذي يأخذ اسمه منه.